# Живая публикация
Живая публикация — размещенная в интернете в свободном доступе научная работа, которая постоянно поддерживается её автором в актуальном состоянии.

## Параллель с Википедией
В какой-то степени живая публикация напоминает статью Википедии. Основное отличие заключается в том, что в Википедии правят статью, проверяют её актуальность и содержание все участники вики-сообщества, но при этом никто не отвечает за статью персонально. Поэтому Википедия зачастую вынуждена мириться с существованием забытых авторами статей, актуальность которых давно осталась в прошлом.
Напротив, имя автора живой публикации явным образом записывается по соседству с заголовком. Автор является полновластным хозяином живой публикации: он, и только он, вправе в любой момент вносить в неё изменения. Автор, объявивший свою публикацию живой, может сам или, если публикация заказная, по чьему-либо поручению взять на себя обязанность не только постоянно её совершенствовать, но и, что не менее важно, следить за событиями в рассматриваемой области исследования и систематически отражать все новое в своем тексте.

## Что мешает
Не менее интересна параллель между традиционными и живыми публикациями. Сегодня подавляющая часть публикуемых научных работ рано или поздно оказывается в интернете в свободном доступе. И тут, если автор выражает желание привести в порядок устаревший или содержащий замеченную ошибку текст своей работы, он наталкивается на досадное противоречие.
С одной стороны, технологически корректировка размещённой работы по трудоёмкости занимает от нескольких секунд до нескольких минут, то есть организовать внесение изменений не составляет труда, и большинство авторов это прекрасно осознает. С другой стороны, и над авторами, и над издателями висит многовековая традиция бумажных публикаций, где вышедший из печати текст воспринимался как раз и навсегда сформированный монолит, решительно не допускающий никаких переделок.
На представление о публикации как о незыблемом монолите ориентируются, в частности, существующие механизмы библиографических ссылок, цитирования и многие другие привычные для мира науки связи. Этим, по-видимому, во многом объясняется тот противоестественный на первый взгляд порядок, согласно которому подавляющее большинство научных журналов, размещая в интернете опубликованные у себя статьи, категорически не разрешают их авторам впоследствии что-либо там изменить.
Действительно, если допустить изменения опубликованных текстов, придется кое-что трансформировать в сложившихся представлениях. Например, если не предусмотреть специальных средств обслуживания живых публикаций, процитированный кем-либо извне фрагмент текста может видоизмениться или же вовсе исчезнуть, высказанные ранее критические замечания к работе могут просто повиснуть в воздухе, поскольку её автор улучшил или исправил свой текст, и так далее.

## Преимущества
Аргументы в пользу живых публикаций весьма убедительны.
Прежде всего, живая публикация существенно более комфортно воспринимается читателем. В самом деле, насколько увереннее себя чувствуешь, когда знаешь, что текст перед твоими глазами находится под неусыпным контролем автора, что в нем тщательно исправлены все неточности и ошибки, замеченные с момента первого размещения работы на сайте, а также постоянно отслеживаются изменения, происходящие в данной отрасли науки.
Комфортно и автору. Допущенные ошибки и опечатки не носят теперь фатального характера, не преследуют автора всю оставшуюся жизнь. Кроме того, интерес к живой публикации со временем нередко даже усиливается, многие читатели раз за разом возвращаются к полюбившемуся тексту не только чтобы вспомнить наиболее существенные моменты, но и чтобы узнать, что нового появилось в рассматриваемой области.

## Средства поддержки
Отмеченные выше противоречия при ближайшем рассмотрении оказываются легко преодолимыми.
Так, аппарат цитирования живых публикаций становится вполне жизнеспособным, если обеспечить его относительно несложной поддержкой. При изменении цитируемого материала все авторы работ, которые на него ссылаются, получают уведомления, а их ссылки помечаются как возможно устаревшие. В ответ на такое уведомление автор ссылки анализирует произошедшие изменения, возможно, корректирует свою ссылку, после чего она вновь превращается в актуальную.
Все изменения, вносимые автором в живую публикацию, тщательно протоколируются. Поэтому, в частности, критические замечания, касающиеся прежнего состояния исправленного затем материала, не теряют своего смысла, так как они адресуются к сохраненным ранним версиям текста.

## Живые диссертации
Протоколирование совершенно необходимо, например, когда в живые публикации превращаются диссертационные материалы.
Представим себе, что не позднее чем за год до защиты диссертационный совет заказывает на сайте ВАК новый раздел, где диссертант размещает раннюю версию своей диссертации и/или автореферата. В течение длительного времени происходит открытое публичное электронное обсуждение и, возможно, корректировка работы. Лишь в самый канун защиты, скажем, за три месяца до защиты для докторской и за месяц — для кандидатской, текст размещенного диссертационного материала окончательно фиксируется.
Закрепленное таким образом за диссертантом право корректировки размещенных на официальном сайте диссертационных материалов имеет смысл распространить и на время после защиты. Разумеется, материалы, на основе которых проходила защита, должны быть запротоколированы и постоянно доступны. Но наряду с ними вполне может существовать и их обновленная, современная версия. В самом деле, было бы нерационально, да и негуманно лишить диссертанта возможности исправить на официальном сайте обнаруженные ошибки, тут же рассказать о новых достижениях в исследуемой области и, в частности, о своих новых результатах. Ведь для читателя живой, актуализированный текст, как правило, много интереснее, чем официально запротоколированный, но устаревший.

## Статус
Статус традиционной научной публикации определяется тем, получила ли она одобрение рецензента в каком-либо солидном журнале. Для живой публикации подобный механизм еще не сформировался. Многообещающим показателем статуса представляется количество закладок на данную работу, которые сохранили у себя посетители сайта. Но для подсчета такого показателя потребуется сквозной общеупотребительный счетчик закладок. Когда искомый счетчик будет реализован и принят научным сообществом, предсказать пока сложно.
Поэтому сейчас автор живой публикации обычно начинает с того, что направляет первоначальную версию своей статьи в традиционный журнал. Далее размещаемый в интернете текст статьи дополняется библиографической ссылкой на состоявшееся издание, что позволяет в какой-то мере сориентировать читателя в отношении качества работы. Именно по такому пути пошли авторы живых публикаций, упомянутых ниже в списке литературы.
Читатель, конечно, осознает, что в журнале рецензировалась не последняя, а некоторая ранняя версия текста, которая, возможно, сохранилась в протоколах, но уже не представляет для него интереса. Тем не менее, предложенный ориентир достаточно надежен, поскольку маловероятной представляется ситуация, когда автор написал стоящую статью, прошел с ней через журнального рецензента, а затем в результате последующей правки заметно ухудшил качество своего текста.

## Состояние дел и перспективы
Живые публикации пока не получили массового распространения. Встречаются они лишь на сайтах научно-исследовательских центров. Ни один из отечественных научных журналов, бумажных или электронных, не позволяет автору изменять ранее опубликованный текст. До обидного редки живые справочники или отраслевые энциклопедии, поддерживаемые крупными научными организациями. Не слышно и о намерении превратить Большую российскую энциклопедию в живое издание.
И все же движение живых публикаций и у нас в стране, и за рубежом неуклонно набирает силу. Среди средств поддержки современных электронных библиотек проектируются, обсуждаются и реализуются упомянутые возможности цитирования и протоколирования живых публикаций. В результате авторы чувствуют себя здесь все более комфортно и все чаще выбирают этот новый чрезвычайно продуктивный жанр научных работ.